# Lulubi
Lulubi (akadsko 𒇻𒇻𒉈, Lu-lu-bi ali akadsko 𒇻𒇻𒉈𒆠, Lu-lu-biki, "Država Lulubov") je bila skupina prediranskih plemen v 3. tisočletju pr. n. št., naseljenih v pokrajini  Lulubum, ki je obsegala planoto  Sharazor v gorovju Zagros v sedanjem Iraškem Kurdistanu in iransko provinco Kermanšah.  Lulubi so bili sosedje in včasih zavezniki Simurskega kraljestva. Frayne (1990) je njihovo mesto Lulubuna  ali Luluban poistovetil s sodobnim iraškim mestom Halabja.
Lulubski jezik spada zaradi popolne odsotnosti književnosti in pisnih besedil med neklasificirane jezike. To pomeni, da ga ni mogoče povezati z nobenim znanim jezikom iz te regije in tega obdobja, na primer z elamščino, huritščino, sumerščino, akadščino, hatščino in amoritščino. Izraz Lulubi je verjetno huritskega porekla.

## Zgodovinske omembe
Zgodnja sumerska leganda Lugulbanda in ptica Anzud, nastala med vladanjem Enmerkarja Uruškega, govori o  "lulubskih gorah", kjer je Lugalbanda med iskanjem preostale Enmerkarjeve vojske na poti k obleganju Arate naletel na ogromno ptico Anzû. 
Zdi se, da sta bila  Lulubum in njegov sosed Gutij v zgodovinskem obdobju provinci Akadskega kraljestva Sargona Akadskega. Gutijci so bili verjetno istega porekla kot Lulubi. Sargonov vnuk Naram-Sin je porazil Lulube in njihovega kralja Satunija in v spomin na zmago postavil stelo z naslednjim napisom:
"Naram-Sin močni... Sidur in Sutuni, kneza Lulubov, sta se združila in začela vojno proti meni." 

—  Akadski napis na Naram-sinovi steli zmage
Ko so Gutijci osvojili Akadsko kraljestvo, so se Lulubi uprli gutskemu kralju Eridupizirju, kar omenja naslednji napis:
"Ka-Nisba, kralj Simuruma, je prebivalce Simuruma in Lulubija spodbudil k uporu. Amnili, general [sovražnih Lulubov] ... je ustvaril deželo [uporno] ... Eridu-pizir, mogočni kralj Gutijcev in štirih strani sveta je pohitel [proti njim] ... V enem samem dnevu je osvojil prelaz Urbilum na gori Mumum in zasedel Nirišuho."
—  Eridupizirjav napis R2:226-7
Po gutskem obdobju naj bi vladar Novosumerskega imperija (Ur III) Šulgi vsaj devet krat napadel Lulube. Med vladavino Amar-Sina so Lulubi tvorili kontingent urske  vojske, kar kaže, da je bila regija takrat pod sumersko oblastjo. 
Na drugem slavnem skalnem reliefu so upodobljeni lulubski kralj Anubanini in asirsko-babilonska boginja Ištar, ki za seboj vlečeta ujetnike. Za relief se domneva, da je iz novosumerskega obdobja. V kasnejših babilonskih pripovedih o podvigih Sargona Velikega je Anubanini omenjen kot eden od njegovih nasprotnikov. 
Zdi se, da je v naslednjem (drugem) tisočletju pred našim štetjem izraz "Lulubi" ali "Lulu" postal generični babilonsko/asirski izraz za "gorjana", medtem ko je bila prvotna regija Lulubi znana tudi kot Zamua. Izraz "dežela Lulubov" se je znova pojavil konec 12. stoletja pr. n. št., ko sta Nebukadnezar I. iz Babilona (okoli leta 1120 pr. n. št.) in Tiglat-Pileser I. iz Asirije (leta 1113 pr. n. št.) trdila, da sta si jo podredila. Novoasirski kralji v naslednjih stoletjih so prav tako omenjali pohode in osvajanja na območju Lulubuma/Zamue.  Najslavnejši kralj Ašurnasirpal II. je moral leta 881 pr. n. št. zatreti upor med lulubskimi/zamuanskimi poglavarji, med katerim so v neuspelem poskusu zadržati Asirce zgradili zid na prelazu Bazian med sodobnima Kirkukom in Sulejmanijo.
Lulubi naj bi imeli v svoji deželi 19 obzidanih mest, veliko konj, goveda, kovin, tekstila in vina, ki jih je odpeljal Ašurnasirpal. Lokalni poglavarji ali guvernerji pokrajine  Zamua so se omenjali do konca vladavine kralja Esarhadona (669 pr. n. št.).

## Predstave
Lulube so opisovali kot bojevite gorjane. Pogosto so upodobljeni z golimi prsmi in odeti z živalskimi kožami.  Nosili so kratke brade in dolge lase, spletene v debelo kito.

## Vladarji
Znani so naslednji kralji Lulubskega kraljestva:
- Imaškuš (okoli 2400 pr. n. št.)[11]
- Anubanini (okoli  2350 pr. n. št.), naročil izdelavo skalnega napisa pri  Sar-e Pol-e Zahabu[12]
- Satuni (okoli 2270 pr. n. št.), sodobnik Naram-Sina Akadskega in Hita Elamskega
- Irib (okoli  2037 pr. n. št.)
- Darianam (okoli 2000 pr. n. št.)
- Iki (natančen datum ni znan)[12]
- Tar ... duni (natančen datum ni znan), Ikijev sin; njegov napis so odkrili blizu  Anubaninievega napisa[12]
- Nur-Adad (okoli 881 – 880 pr. n. št.)
- Zabini (okoli 881 pr. n. št.)
- Hubaja (okoli 830 pr. n. št.), asirski vazal
- Dada (okoli 715 pr. n. št.)
- Larkutla (okoli 675 pr. n. št.)

## Lulubski skalni reliefi
V okolici  Sar-e Pol-e Zohaba je več lulubskih skalnih reliefov. Najbolj ohranjen je Anubaninijev skalni relief.  Na vseh reliefih je upodobljen vladar, ki tepta  sovražnika. Na večini njih je upodobljen tudi bog, obrnjen proti vladarju. Kakšnih 200 m do Anubaninijevega je podoben relief, samo da je na njem vladar nima brade.  Kateremu vladarju pripada, ni znano.

### Anubaninijev skalni relief
- Relief je vklesan na vrhu klifa nad vasjo Sarpol-e Zahab; pod njim je relief iz partskega obdobja
- Anubaninijev skelni  relief v Sarpol-e Zahabu, imenovan tudi  Sarpol-e Zahab II[14]
- Kralj Anubanini[2]
- Boginja Ištar[2]
- Ujetnika (detajl) [2]
- Ujetnika in njihov kralj (detajl)[2]
- Ujeti kralj (detajl) [2]
- Akadski napis na Anubaninijevem skalnem reliefu[2]

### Drugi lulubski reliefi
- Sar-e Pol-e Zahab, relief I: bojevnik brez brade, oborožen  s sekiro, gazi sovražnika; nad njim je sončni disk; napis se bere: "Zaba (zuna), sin ...";[14][15] sin je morda sin Iddin-Sina, vladarja kraljestva Simurrum[16]
- Sar-e Pol-e Zahab, relief III: bojevnik brez brade gazi sovražnika; nasproti stoji boginja[14]
- Sar-e Pol-e Zahab, relief IV: bojevnik brez brade gazi sovražnika; nasproti stoji boginja[14]
- Tardunijev relief; Tarduni je bil morda lulubski kralj; tudi on gazi sovražnika; napis je v akadskem jeziku